# The Age of Consent
The Age of Consent is een Amerikaanse dramafilm uit 1932 onder regie van Gregory La Cava.

## Verhaal
Mike en Betty zijn verliefde studenten aan de universiteit, die ervan dromen om te trouwen. Mike heeft een avontuurtje met Dora, een minderjarige serveerster. Als haar vader hen betrapt, wil hij Mike dwingen met zijn dochter te trouwen.

## Rolverdeling
| Acteur           | Personage               |
| ---------------- | ----------------------- |
| Dorothy Wilson   | Betty Cameron           |
| Arline Judge     | Dora Swale              |
| Richard Cromwell | Mike Harvey             |
| Eric Linden      | Duke Galloway           |
| John Halliday    | Professor David Mathews |
| Aileen Pringle   | Barbara                 |
| Reginald Barlow  | Vader van Dora          |